# Germondans
Germondans ist eine französische Gemeinde mit 59 Einwohnern (Stand: 1. Januar 2022) im Département Doubs in der Region Bourgogne-Franche-Comté.

## Geographie
Germondans liegt auf 240 m, etwa 23 Kilometer nordöstlich der Stadt Besançon (Luftlinie). Das Dorf erstreckt sich am Rand der Talniederung des Ognon, in der leicht gewellten Landschaft im äußersten Nordwesten des Départements Doubs.
Die Fläche des 3,52 km² großen Gemeindegebiets umfasst einen Abschnitt des Ognon-Tals. Die westliche und nördliche Grenze verläuft entlang dem Ognon, der hier mit großen Flussschleifen durch eine flache Talniederung fließt, die rund einen Kilometer breit ist. Ehemalige Kiesgruben im Tal wurden mit Wasser gefüllt. Vom Flusslauf erstreckt sich das Gemeindeareal nach Osten über die breite Talaue in eine leicht gewellte Landschaft, die teils mit Acker- und Wiesland, weiter im Osten vor allem mit Wald bestanden ist (Bois de la Bussière). Mit 282 m wird auf einer Anhöhe östlich des Dorfes die höchste Erhebung von Germondans erreicht.
Nachbargemeinden von Germondans sind Cenans und Loulans-Verchamp im Norden, Flagey-Rigney im Osten, La Tour-de-Sçay, Rigney und La Barre im Süden sowie Blarians und Beaumotte-Aubertans im Westen.

## Geschichte
Im Mittelalter gehörte Germondans zur Herrschaft Granges, die seit dem 14. Jahrhundert den Grafen von Montbéliard unterstand. Zusammen mit der Franche-Comté gelangte das Dorf mit dem Frieden von Nimwegen 1678 definitiv an Frankreich. Heute gehört Germondans zum Gemeindeverband Doubs Baumois.

## Bevölkerung
| Jahr                       | 1962 | 1968 | 1975 | 1982 | 1990 | 1999 | 2005 | 2016 |
| Einwohner                  | 74   | 55   | 49   | 57   | 64   | 63   | 66   | 59   |
| Quellen: Cassini und INSEE |      |      |      |      |      |      |      |      |

Mit 59 Einwohnern (Stand 1. Januar 2022) gehört Germondans zu den kleinsten Gemeinden des Départements Doubs. Während des gesamten 20. Jahrhunderts bewegte sich die Einwohnerzahl stets im Bereich zwischen 50 und 87 Personen.

## Wirtschaft und Infrastruktur
Germondans war bis weit ins 20. Jahrhundert hinein ein vorwiegend durch die Landwirtschaft (Ackerbau, Obstbau und Viehzucht) geprägtes Dorf. Noch heute leben die Bewohner zur Hauptsache von der Tätigkeit im ersten Sektor. Außerhalb des primären Sektors gibt es nur wenige Arbeitsplätze im Dorf. Einige Erwerbstätige sind auch Wegpendler, die in den umliegenden größeren Ortschaften ihrer Arbeit nachgehen.
Die Ortschaft liegt abseits der größeren Durchgangsstraßen an einer Departementsstraße, die von Rigney nach Beaumotte-Aubertans führt. Der nächste Anschluss an die Autobahn A36 befindet sich in einer Entfernung von ungefähr elf Kilometern. Eine weitere Straßenverbindung besteht mit Flagey-Rigney.